# El Saucillo de los Pérez
El Saucillo de los Pérez är en ort i Mexiko.   Den ligger i kommunen Colotlán och delstaten Jalisco, i den centrala delen av landet, 500 km nordväst om huvudstaden Mexico City. El Saucillo de los Pérez ligger 1 779 meter över havet och antalet invånare är 159.
Terrängen runt El Saucillo de los Pérez är kuperad österut, men västerut är den platt. Terrängen runt El Saucillo de los Pérez sluttar västerut. Runt El Saucillo de los Pérez är det mycket glesbefolkat, med 7 invånare per kvadratkilometer. Närmaste större samhälle är Colotlán, 9,9 km norr om El Saucillo de los Pérez. I omgivningarna runt El Saucillo de los Pérez växer huvudsakligen savannskog.